# Liste der Biografien/Sanv
Liste der Biografien |
Portal Biografien |
Personensuche
# |
A |
B |
C |
D |
E |
F |
G |
H |
I |
J |
K |
L |
M |
N |
O |
P |
Q |
R |
S |
T |
U |
V |
W |
X |
Y |
Z |
?
 
Sa |
Sb |
Sc |
Sd |
Se |
Sf |
Sg |
Sh |
Si |
Sj |
Sk |
Sl |
Sm |
Sn |
So |
Sp |
Sq |
Sr |
Ss |
St |
Su |
Sv |
Sw |
Sy |
Sz
 
Saa |
Sab |
Sac |
Sad |
Sae |
Saf |
Sag |
Sah |
Sai |
Saj |
Sak |
Sal |
Sam |
San |
Sao |
Sap |
Saq |
Sar |
Sas |
Sat |
Sau |
Sav |
Saw |
Sax |
Say |
Saz
 
Sana |
Sanb |
Sanc |
Sand |
Sane |
Sanf |
Sang |
Sanh |
Sani |
Sanj |
Sank |
Sanl |
Sanm |
Sann |
Sano |
Sanp |
Sanq |
Sanr |
Sans |
Sant |
Sanu |
Sanv |
Sanw |
Sany |
Sanz
Die Liste der Biografien führt alle Personen auf, die in der deutschsprachigen Wikipedia einen Artikel haben. Dieses ist eine Teilliste mit 8 Einträgen von Personen, deren Namen mit den Buchstaben „Sanv“ beginnt.

## Sanv

### Sanve
- Sanvee, Davide-Christelle (* 1993), schweizerische Performancekünstlerin
- Sanver, Remzi (* 1970), türkischer Ökonom, Hochschullehrer und Freimaurergroßmeister
- Sanvezzo, Camilo da Silva (* 1988), brasilianischer FußballspielerCamilo da Silva Sanvezzo (* 1988)

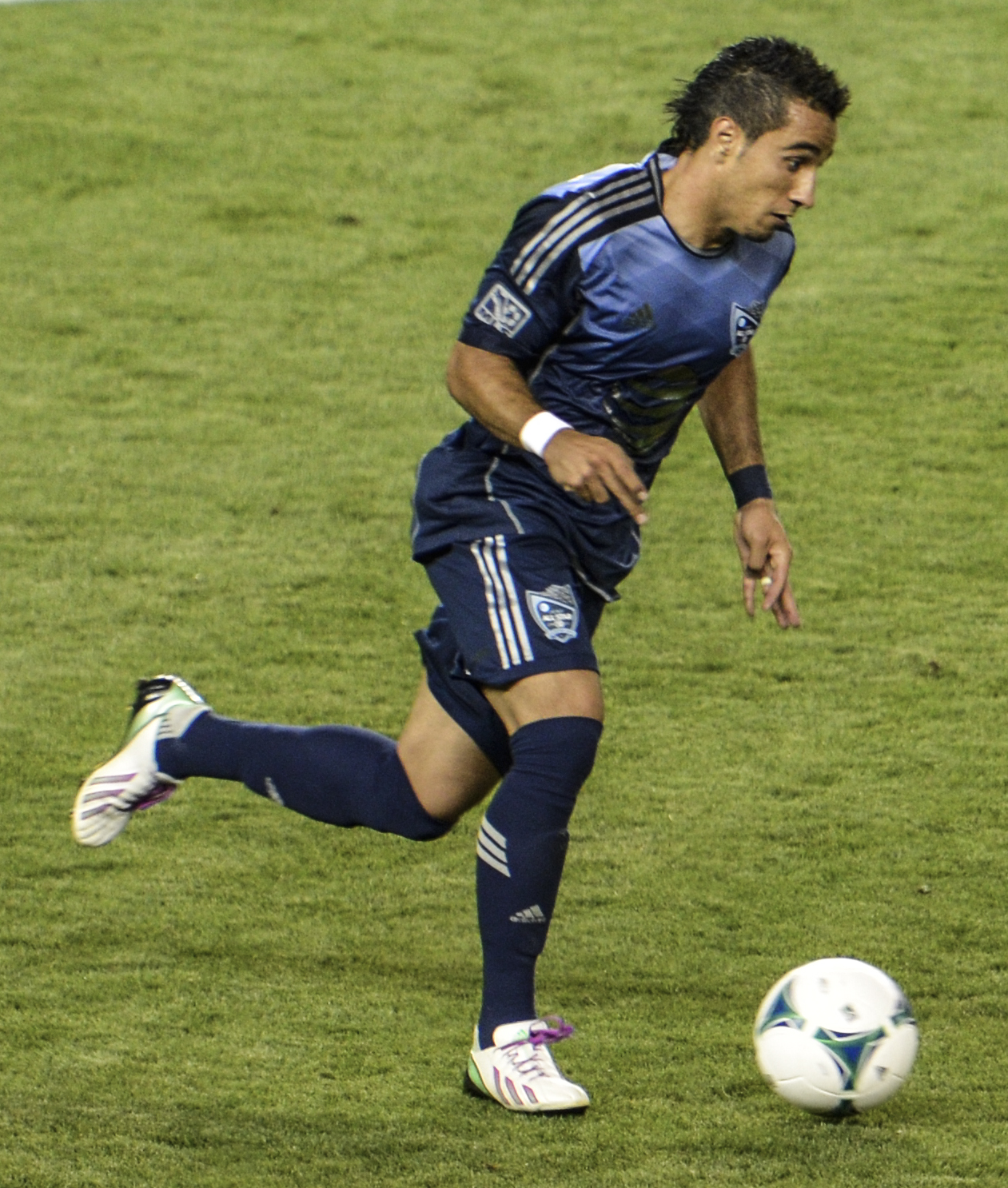
Camilo da Silva Sanvezzo (* 1988)

### Sanvi
- Sanvig, Pernille (* 2005), dänische Fußballspielerin
- Sanvisens, Ramon (1917–1987), spanischer Maler und Hochschullehrer
- Sanvitale, Antonio Francesco (1660–1714), italienischer Geistlicher, Erzbischof von Urbino und Kardinal
- Sanvitale, Francesca (1928–2011), italienische Journalistin und Schriftstellerin
- Sanvitale, Galeazzo (1566–1622), italienischer Geistlicher, Erzbischof von Bari